# Wesmaelius quadrifasciatus
Wesmaelius quadrifasciatus là một loài côn trùng trong họ Hemerobiidae thuộc bộ Neuroptera. Loài này được Reuter miêu tả năm 1894.